# Bruno Aulich
Bruno Aulich (* 19. Mai 1902 in Duisburg; † 24. Oktober 1987 in Gauting) war ein deutscher Musikwissenschaftler, Musikschriftsteller, Komponist und Dirigent.

## Leben und Wirken
Bruno Aulich wirkte zunächst als Bratschist in verschiedenen deutschen Orchestern mit. In der Zeit des Nationalsozialismus arbeitete er als musikalischer Berater der Reichssendeleitung. Nach dem Zweiten Weltkrieg wirkte er bei Radio München, danach beim Bayerischen Rundfunk bis zu seiner Pensionierung 1967 in einer Reihe von Funktionen mit: als Referent für Schallplatten, als Programmreferent, Ansager und als Musikabteilungsleiter. Seine Spezialgebiete waren Alte Musik, Ensemble-Musik, Konzert und Musikforschung. Im Jahr 1974 erhielt er den Schwabinger Kunstpreis im Bereich Musik. Nach dem frühen Tod von Ernst Heimeran wurde dessen bekannteste Veröffentlichung Das stillvergnügte Streichquartett (von 1936 bis 1987 in 85000 Exemplaren erschienen) von Aulich noch Jahrzehnte lang betreut.
Er gab verschiedene Schriften heraus, teilweise unter seinem Pseudonym Alfred Boesting.

## Kompositionen
- Divertimento für Flauto dolce, Violine und Viola; Partitur, Moeck, Celle 1957.

## Veröffentlichungen
- The well-tempered string quartet, a book of counsel and entertainment for all lovers of music in the home, Novello, 1936, 24 Auflagen zwischen 1936 und 1964 in Englisch und Französisch
- An beiden Ufern der Spree (Schauspiel, 1951, später mit einer Schauspielmusik von Paul Dessau versehen)
- Alte Musik: recht verstanden – richtig gespielt, mit einem Verzeichnis sämtlicher Neudrucke, Heimeran, München 1957, drei Neuauflagen
- Orpheus und Euryanthe, Musiker-Anekdoten, R. Piper, München 1963
- Mondscheinsonate, Katzenfuge und andere merkwürdige Titel und Geschichten über berühmte Musikwerke aus drei Jahrhunderten, Heimeran, München, 24 Auflagen zwischen 1966 und 1990, ISBN 3-7765-0002-6, S. 175
- Alte Musik für Hausmusikanten, Heimeran, München 1968, sechs Neuauflagen
- Fernseh-Serie: Musik macht Laune (ZDF 1971) mit Rudolf Schock, Willi Rose, Maria Hellwig und anderen
- Sie alle liebten Musik: Neun Portraits von Musikliebhabern aus vier Jahrhunderten, Heimeran, München 1974, fünf Neuauflagen
- Alte Musik für Liebhaber, Artemis, München 1981, zehn Neuauflagen bis 1987
- Das stillvergnügte Streichquartett, Bärenreiter, Kassel 1987 (20. Auflage), ISBN 3-7618-0850-X (erster Autor: Ernst Heimeran)